# Thiên nhai chức nữ
Thiên nhai chức nữ là một bộ phim Trung Quốc được hãng phim truyền hình thị Thượng Hải sản xuất năm 2010. Bộ phim được trình chiếu lần đầu tiên trên kênh truyền hình Nam Ninh vào tháng 8 năm 2010. Bộ phim kể về cuộc đời của Hoàng Đạo Bà, là người có công cải tiến công nghệ dệt vải bông kiệt xuất ở thế kỷ 13 của Trung Quốc, bà đã có công hiến nổi bật để thúc đẩy sự phát triển của ngành dệt vải Trung Quốc.

## Các diễn viên chính
- Trương Quân Ninh vai Hoàng Xảo Nhi/Hoàng Đạo Bà
  - Lục Tử Nghệ vai Hoàng Xảo Nhi lúc nhỏ
- Viên Hoằng vai Lâm Mộ Phi
- Lưu Thi Thi vai Triệu Gia Nghi
- Trần Tú Văn vai Dung Tú Mãn
- Lưu Tùng Nhân vai Phong Cửu Cân
- Trịnh Phối Phối vai Phương Đới Thị
- Lý Thanh vai Đào Thiên Thiên
- Trịnh Quốc Lâm vai Phương Bảo
- Hàn Hiểu vai Trình Niệm Tương
- Đới Xuân Vinh vai Quán Đại Nương
- Đường Nhất Phi vai Hàn Quý Phi